# L'Avenir de la Sarthe
Pour les articles homonymes, voir L'Avenir.
L'Avenir : Journal quotidien de la Sarthe et de l'Ouest  (ISSN 2121-3046) parait au Mans entre 1872 et 1884. 

## Présentation
Ses rédacteurs en chefs sont Jules Quesnay de Beaurepaire et Ferdinand-Camille Dreyfus, son gérant Victor Bonhommet,.
Une édition bi-hebdomadaire puis hebdomadaire parait le jeudi sous le titre de L'Écho de la Sarthe.
Entre 1884 et 1886, le titre devient L'Union républicaine.
De 1887 à 1896, le nom est repris par L'Avenir de la Sarthe : journal politique quotidien, organe du Parti républicain dans la Sarthe  (ISSN 2121-4840).